# U-119 (1942)
U-119 – niemiecki okręt podwodny (U-Boot) z okresu II wojny światowej.

## Historia
U-119 był dużym podwodnym stawiaczem min typu X B. Jak wszystkie osiem jednostek typu został zbudowany w stoczni Krupp Germaniawerft w Kilonii. Zamówienie na okręt złożono 7 sierpnia 1939 roku. U-119 został zwodowany 6 stycznia 1942 roku a wcielony do Kriegsmarine 2 kwietnia tegoż roku. Pierwszym dowódcą okrętu został Kptlt. Alois Zech.
Na czas szkolenia okręt został przydzielony do 4. U-Flotille bazującej w Stettin. 31 stycznia 1943 roku uznano, że okręt osiągnął pełną gotowość operacyjną i skierowano do frontowej 12. U-Flotille, bazującej w Bordeaux. Na swój pierwszy patrol bojowy U-119 wyszedł z Kilonii 6 lutego 1943 roku. W rejsie tym, oprócz postawienia min u wybrzeży Islandii zaopatrywał w żywność, paliwo i amunicję następujące U-Booty: U-359, U-377, U-405, U-448, U-566, U-590, U-603, U-608, U-616, U-638, U-659, U-757. Powrót do bazy w Bordeaux nastąpił 1 kwietnia 1943 roku.
W tym czasie nastąpiła zmiana dowódcy okrętu. Dotychczasowego, Kptlt. Aloisa Zecha, skierowanego do pracy w sztabie flotylli, zastąpił Kptlt. Horst-Tessen von Kameke. Pod jego dowództwem 25 kwietnia 1943 roku jednostka wypłynęła na swój drugi patrol bojowy. 29 kwietnia U-Boot został zaatakowany przez łódź latającą Short Sunderland z 461 dywizjonu RAAF. U-119 nie odniósł uszkodzeń podczas tego ataku, ale od ognia z broni pokładowej samolotu zginął jeden z członków załogi okrętu.
Tym razem załoga U-119 postawiła miny u wybrzeży Nowej Szkocji. 3 czerwca 1943 roku zatonął na jednej z nich motorowiec „Halma”, płynący pod banderą Panamy w konwoju BX-55 z Bostonu do Halifaksu. Na tym samym polu minowym poderwał się jeszcze 28 lipca 1943 roku amerykański frachtowiec „John A. Poor” typu Liberty, lecz pomimo uszkodzeń statek zdołał dotrzeć na holu do Halifaksu. Po opróżnieniu szacht minowych U-119 zaopatrywał na Atlantyku następujące okręty podwodne: U-92, U-383, U-584, U-603, U-614, U-638, U-954.
Powracające do bazy U-119 oraz uszkodzone wcześniej U-449 i U-650 zostały 24 czerwca 1943 roku zaatakowane w Zatoce Biskajskiej na północny zachód od przylądka Ortegal przez brytyjskie slupy HMS „Starling”, HMS „Wren”, HMS „Woodpecker”, HMS „Kite” i HMS „Wild Goose” z 2. Grupy Wsparcia pod dowództwem Frederica Johnnie Walkera. W wyniku ataku bombami głębinowymi zatonął wraz z całą załogą U-449, zaś U-119 został zmuszony do wypłynięcia na powierzchnię morza, ostrzelany i staranowany przez HMS „Starling”, okręt flagowy Walkera. W efekcie U-119 zatonął wraz z całą załogą (57 oficerów i marynarzy).

## Przebieg służby

### Dowódcy
- 2.04.1942 – 16.04.1943 Kptlt. Alois Zech
- 16.04.1943 – 24.06.1943 Kptlt. Horst-Tessen von Kameke

### Przydział do flotylli
- 2.04.1942 – 31.01.1943: 4 U-Flottille Stettin
- 1.02.1943 – 24.06.1943: 12 U-Flottille Bordeaux

### Odbyte patrole bojowe
- Liczba patroli bojowych – 2
- Liczba zatopionych statków – 1